# Ennadai Lake
Ennadai Lake är en sjö i Kanada. Den ligger i territoriet Nunavut, i den centrala delen av landet. Ennadai Lake ligger 311 meter över havet och arean är 681 kvadratkilometer.
Trakten runt Ennadai Lake består i huvudsak av gräsmarker. Trakten runt Ennadai Lake är nära nog obefolkad, med mindre än två invånare per kvadratkilometer.